# Linda Martín Alcoff
Linda Martín Alcoff (nascida em 25 de julho de 1955, no Panamá) é uma filósofa na Universidade da Cidade de Nova York, especialista em epistemologia, feminismo, raças e existencialismo. De 2012 a 2013, ela atuou como presidente da American Philosophical Association (APA). Alcoff tem clamado por uma maior inclusão de grupos historicamente sub-representados na filosofia. Para isso com Paul Taylor e William Wilkerson, ela começou o Guia Pluralista para a Filosofia. Ela obteve seu Doutorado em Filosofia pela Brown University. Ela recebeu o Prêmio de Mulher de Destaque na Filosofia, em 2005, pela Sociedade de Mulheres na Filosofia e na APA. Ela começou a ensinar na Hunter College e na City University de Nova York no início de 2009, depois de ensinar por muitos anos na Universidade de Syracuse.

## Educação e carreira
Alcoff começou a estudar filosofia na Georgia State University, obtendo o bacharelado com honras, em 1980, e o mestrado em 1983. Ela fez o seu trabalho de doutoramento na Universidade de Brown, sob a direção de Ernest Sosa, Martha Nussbaum, e o concluiu em 1987. Ela, então, passou um ano como professora assistente de filosofia em Kalamazoo College. Ela então se mudou para a Universidade de Syracuse, onde ela ensinou por dez anos. Foi nomeada e promovida ao posto de professora adjunta em 1995 e professora titular em 1999. Em 2009, ela se mudou para sua atual posição como professora de Filosofia na Hunter College e na CUNY Graduate Center.
Alcoff recebeu uma série de homenagens e prêmios, incluindo o doutoramento honoris causa pela Universidade de Oslo em setembro de 2011 e o prêmio Frantz Fanon em 2009 por seu livro Visible Identities: Race, Gender and the Self. 

## Áreas de pesquisa e publicações
Alcoff tem escrito extensamente sobre assuntos tais como a obra de Foucault, a violência sexual, a política da epistemologia, gênero e raça. É autora de dois livros: Real Knowing : New Versions of Coherence Theory (1996) e Visible Identities: Race, Gender and the Self (2006). Ela também editou dez volumes e escreveu um grande número de artigos revisados por pares. 

### Outras publicações
- Alcoff, Linda (1997), «Cultural feminism versus post-structuralism: the identity crisis in feminist theory», in:  Nicholson, Linda, The second wave: a reader in feminist theory, ISBN 9780415917612, New York: Routledge, pp. 330–355.
- Alcoff, Linda; Kittay, Eva (2007). The Blackwell guide to feminist philosophy. Malden, Massachusetts Oxford: Blackwell Publishing. ISBN 9780631224273
- Alcoff, Linda. Uma epistemologia para a próxima revolução. Revista Sociedade e Estado – Volume 31 Número 1 Janeiro/Abril 2016. DOI: 10.1590/S0102-69922016000100007.